# Vendetta (George Jonas)
(George Jonas Pag. 139)
Vendetta è un libro, originariamente pubblicato nel 1984, dello scrittore-giornalista ungherese-canadese George Jonas. Narra, con pretesa di grande aderenza alla realtà, per quanto possibile, data la materia, le vicende della cosiddetta Operazione Ira di Dio, con cui gli israeliani avevano inteso punire i responsabili del Massacro di Monaco. Dal libro sono stati tratti il film per la televisione Sword of Gideon, e l'opera cinematografica di Steven Spielberg Munich (2005).
La fonte principale di documentazione, per Jonas, è costituita dal protagonista stesso, "Avner", un agente del Mossad cui è affidata la missione clandestina di uccidere determinati militanti dell'OLP e di Settembre Nero in varie parti dell'Europa. Malgrado gli sforzi dichiarati (e verosimilmente anche effettivamente compiuti) dall'autore per documentarsi nel modo più approfondito, sono state sollevate molte critiche all'attendibilità del racconto, anche da parte di ambienti dei servizi segreti israeliani.

## Il racconto

### Premessa storica
Si apre con una concisa ma drammatica rievocazione del noto attentato terroristico contro la rappresentanza atletica israeliana alle Olimpiadi del 1972.
Successivamente, l'attenzione passa sulla figura di Avner, di cui viene efficacemente tratteggiata, anche con sapiente ricorso all'analessi (flashback), la personalità, a partire dalla storia personale e familiare.
È un giovane israeliano come tanti, fiero di aver prestato servizio militare in qualità di capitano dei commando IDF, e con il sogno (irrealizzato) di diventare pilota di jet.
Figlio di genitori separati, ha un rapporto intenso ma difficile con il padre, chiuso nel suo precario stato di salute e rancoroso verso le istituzioni, in particolare il Mossad, che accusa di averlo sfruttato e rovinato. Naturalmente, ha sempre messo in guardia il figlio dal ripercorrere gli errori paterni, e quando apprende che il giovane è stato raggiunto da una misteriosa missiva (il cui senso è comunque palese ad entrambi gli uomini), cerca di imporsi duramente per evitare che egli sia arruolato dai "servizi".
Avner, tuttavia, è cresciuto nei kibbutz, è orgoglioso del proprio senso di appartenenza allo Stato — ed incuriosito/lusingato dall'enigmatica "proposta di lavoro" — e non accetta pertanto i consigli paterni.
In breve, diviene un agente segreto. Il libro racconta in maniera piuttosto gradevole la formazione professionale delle reclute Mossad, le selezioni attitudinali, le prime missioni (tra cui quella di air marshal presso la El Al).
La vera svolta si ha quando ad Avner viene proposto — da Golda Meir in persona — di guidare una squadra altamente specializzata e totalmente clandestina nell'ambito dell'Operazione Collera di Dio. Il team, ufficialmente del tutto disconosciuto dal governo, avrà l'unico scopo di eliminare fisicamente i "ricercati" di una lista preventivamente fornita dall'amministrazione. I killer agiranno in assoluta autonomia, logistica ed operativa, con gli unici vincoli di operare in Europa e non coinvolgere vittime innocenti.
Avner si avvale pesantemente di contatti ambigui con un amico d'infanzia (conosciuto ai tempi della sua permanenza in Germania), divenuto una sorta di fiancheggiatore della RAF, ed ancor più con un'organizzazione malavitosa, Le Group, da cui finirà per dipendere sul piano dei "rifornimenti di materiale" ed in parte su quello informativo.
Dopo alcuni successi ed alterne vicende, la squadra di Avner (nel frattempo ridotta a due soli sopravvissuti) riceve l'ordine di abbandonare la missione. Avner, minacciato dai "servizi" che non vorrebbero permettergli di ritirarsi a vita privata, ricorre con successo ai medesimi metodi contro i suoi colleghi/nemici, e riesce alla fine a "rifarsi una vita" con la moglie e la figlia negli Stati Uniti d'America.

## Considerazioni etiche
Benché Avner ed i suoi si sforzassero di non filosofeggiare tanto intorno alla loro missione, il libro dà conto del fatto che essi si ponevano l'interrogativo di che cosa li distinguesse dal comune terrorista, tanto più che spesso gli obiettivi venivano colpiti a tradimento e nell'impossibilità di difendersi.
La giustificazione morale del loro agire veniva individuata nel fatto che si trattava di colpire persone responsabili di gravi fatti di sangue, e che la squadra di Avner aveva la rigidissima consegna di non coinvolgere vittime casuali, laddove nelle azioni terroristiche comunemente si colpiscono del tutto indiscriminatamente persone che hanno il solo torto di trovarsi nel posto "sbagliato" al momento "sbagliato".

## Edizioni
- George Jonas, Vendetta. La vera storia della caccia ai terroristi delle Olimpiadi di Monaco 1972, traduzione di Adriana Dell'Orto, terza ed., Rizzoli, 2006,  pp. 412, cap. 18, ISBN 88-17-01002-2.